# Kosmodrom Plessezk
Koordinaten: 62° 55′ 12″ N, 40° 28′ 1″ O

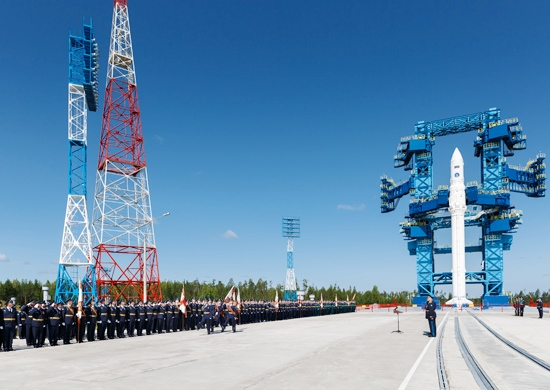
Das Kosmodrom im Jahr 2015

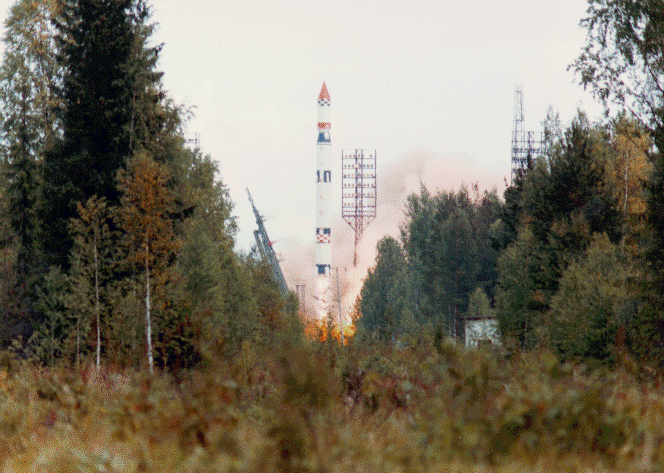
Eine Zyklon-3-Rakete startet in Plessezk, 15. August 1991

Das Kosmodrom Plessezk (russisch Космодро́м «Плесе́цк», auch Plesezk oder Plesetsk transkribiert) ist ein Weltraumbahnhof in der Oblast Archangelsk im Nordwesten Russlands. Neben Tests von Interkontinentalraketen ist Plessezk besonders auf den Start von Satelliten auf polare und Molnija- Orbits spezialisiert.

## Lage
Das Kosmodrom befindet sich etwa 800 Kilometer nördlich von Moskau und 180 Kilometer südlich der Oblasthauptstadt Archangelsk inmitten borealer Nadelwälder (Taiga). Das Kosmodrom liegt im Plessezki rajon innerhalb des Stadtkreises Mirny (gorodskoi okrug Mirny). Etwa 20 Kilometer südwestlich des Kosmodroms befindet sich mit der Geschlossenen Stadt Mirny das administrative Zentrum des Stadtkreises. Die namensgebende Siedlung städtischen Typs Plessezk liegt wie Mirny südlich des Kosmodroms, an der Bahnstrecke Wologda – Archangelsk.

## Geschichte
Das Kosmodrom Plessezk wurde Ende der 1950er Jahre zunächst als Basis Angara für militärische Interkontinentalraketen eingerichtet. Zunächst war dort eine Einheit des ersten Raketentyps R-7 stationiert.
Mit dem Start einer Rakete vom Typ Wostok-2 am 17. März 1966 nahm das Plessezker Kosmodrom den Betrieb auf. Es diente seitdem hauptsächlich dem Start militärischer Satelliten, wie Aufklärungssatelliten. Daneben werden von Plessezk zivile Satelliten auf polare Umlaufbahnen gestartet. Bemannte Raketenstarts wurden von Plessezk nicht durchgeführt. 
Von Plessezk wurden die meisten russischen Satelliten gestartet. Auch eine Startrampe für die im Juli beziehungsweise Dezember 2014 erstmals gestarteten Angara-Raketen wurde errichtet.
Am 22. Juli 2015 wurde das Kosmodrom Plessezk mit dem Suworow-Orden ausgezeichnet.

## Startanlagen
Am Kosmodrom Plessezk wurden oder werden folgende Startplätze für orbitale Trägerraketen genutzt. Die erste Zahl bezeichnet dabei jeweils einen Startkomplex und die zweite eine dort befindliche Startrampe.
| Rampe          | Rakete                                                | Nutzungszeitraum                                                 | Anmerkungen           |
| -------------- | ----------------------------------------------------- | ---------------------------------------------------------------- | --------------------- |
| 16/2           | Molnija Sojus-U                                       | 1981–2007 1983–2012                                              |                       |
| 32/1 32/2      | Zyklon-3                                              | 1981–2009                                                        |                       |
| 35/1           | Angara 1.2 Angara A5                                  | seit 2014                                                        | aktiv                 |
| 41/1 43/3 43/4 | R-7A Wostok Woschod Sojus-M Molnija Sojus-U Sojus-2.1 | 1965–1967 1966–1983 1966–1975 1971 1970–2001 1973–2002 seit 2010 | 43/3 aktiv 43/4 aktiv |
| 132/1 132/2    | Kosmos 3M                                             | 1967–2010                                                        |                       |
| 133/1          | Kosmos 2I                                             | 1967–2002                                                        |                       |
| 133/3          | Kosmos 3M Rockot                                      | 1985–1994 2002–2019                                              |                       |
| 158            | Start                                                 | 1993–1995                                                        |                       |

Darüber hinaus bestehen diverse Startplätze für Interkontinentalraketen.

## Raketenstarts

### Unglücksfälle

NASA FIRMS Bilder des Brandes vom 20. und 21. September 2024 auf einem Plessezker Testgelände

- Am 26. Juni 1973 kamen bei der Explosion einer startklaren Kosmos-3M-Rakete neun Personen ums Leben.
- Am 18. März 1980 starben bei der Explosion einer Wostok-2M-Rakete 48 Menschen. Eine Erste Investigation schob die Schuld für dieses Unglück auf unverantwortlichen Umgang der Bodenmannschaft mit Flüssigsauerstoff, jedoch brachte eine zweite Untersuchung zutage, dass die wahre Ursache des Desasters vermutlich war, dass bei der Herstellung der dritten Raketenstufe bleihaltiges Lot anstelle von zinnhaltigem in einem Filter des Wasserstoffperoxidtanks verwendet wurde. Das Blei des Lötmittels fungierte als Katalysator für den Zerfall des Wasserstoffperoxids, welches zuerst einen Brand auslöste, der schließlich zur Explosion der Rakete und der vollständigen Zerstörung der Startrampe führte. Sowjetische Medien vertuschten den Vorfall und meldeten den erfolgreichen Start der Rakete. In westlichen Medien wurde die Katastrophe überhaupt erst nach Fall des Eisernen Vorhangs durch deklassifiziertes Material bekannt.
- Am 15. Oktober 2002 explodierte eine Sojus-U-Rakete Sekunden nach dem Start. In einem benachbarten Gebäude wurde ein Soldat durch die Druckwelle getötet.
- Am 9. November 2013 wurden durch einen Unfall beim Reinigen eines mit Distickstofftetroxid gefüllten Kraftstofftanks zwei Soldaten getötet und drei weitere verletzt.[4][5]
- Satellitenbilder vom 21. September 2024 zeigten einen weitgehend zerstörten Raketensilo, die darauf hindeuteten, dass eine Interkontinentalrakete vom Typ RS-28 „Sarmat“ wohl vorzeitig explodiert war.[6]

### Nutzung durch ESA
Die ESA-Satelliten Sentinel-3A (2016), Sentinel-5P (2017) und Sentinel-3B (2018) wurden im Rahmen des Erdbeobachtungsprogramms GMES mit Rockot-Trägerraketen von Plessezk aus gestartet.

## Stadt Mirny
Im Zuge des Baus des Kosmodroms entstand die nahegelegene Stadt Mirny, als Wohnort für die militärischen und zivilen Bediensteten. In den Wäldern nördlich des Kosmodroms gingen derart zahlreich Raketenstufen nieder, dass sie in den 1990er-Jahren, als die staatliche Überwachung des Gebietes nach dem Zusammenbruch der Sowjetunion kaum noch zu spüren war, oft von den Jägern unter den Einwohnern des Gebietes zwecks Verwertung des Schrotts eingesammelt wurden. Für den Selbstgebrauch stellten sie daraus Schlitten und Boote her, den Rest konnten sie gegen gutes Geld verkaufen.